# Carteggio (nautica)

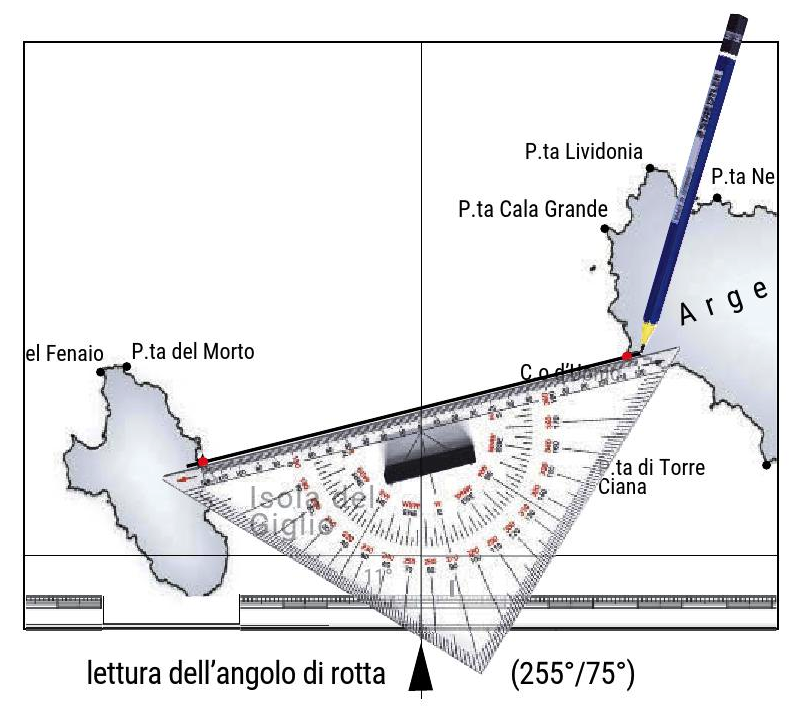
Squadretta nautica - lettura dell'angolo di Rotta

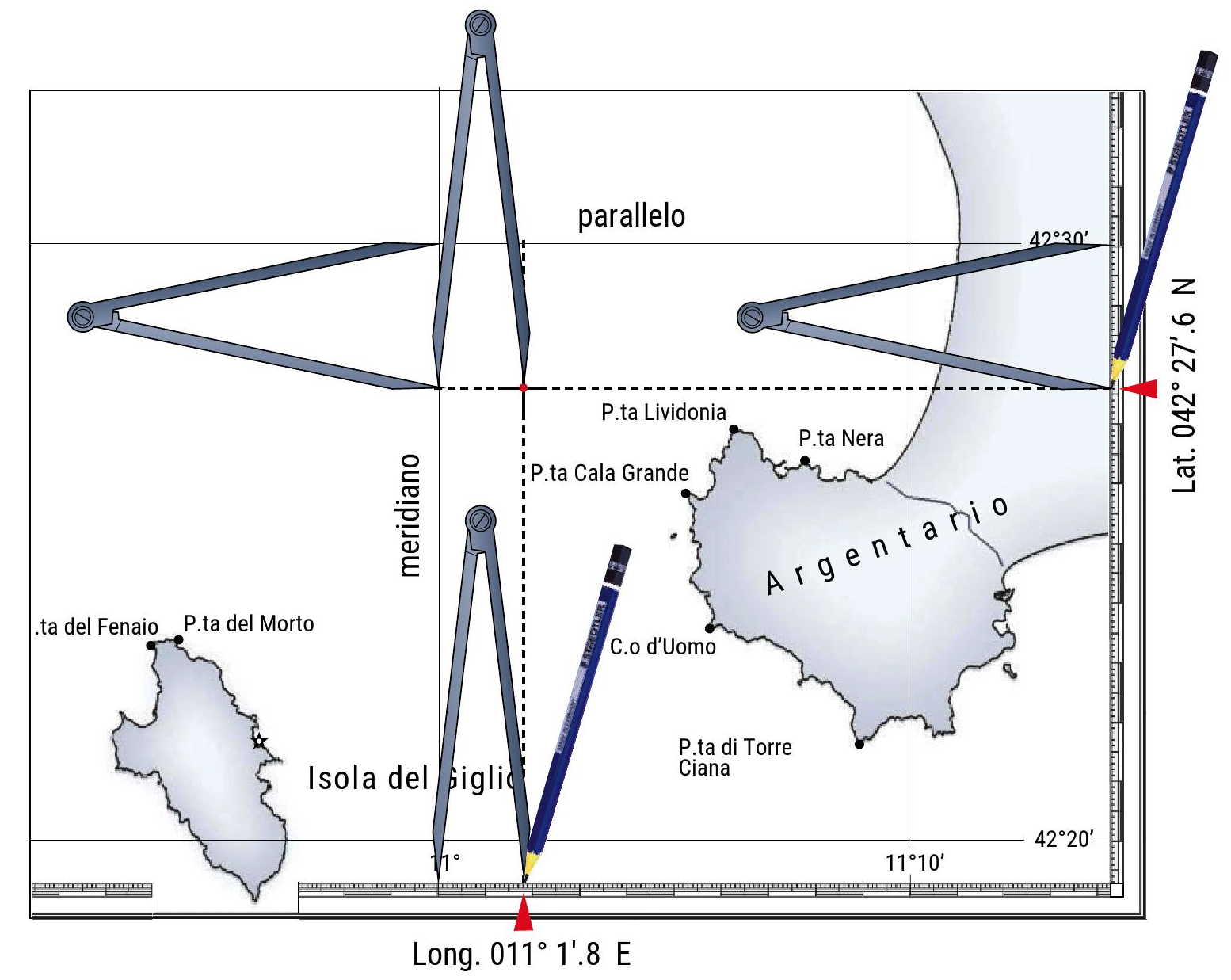
Compasso nautico - coordinate geografiche del Punto Nave

Il carteggio è un termine nautico che indica l'uso di carte nautiche raffiguranti la zona di mare che si intende solcare, esso permette di individuare la rotta ideale e di risolvere i vari problemi inerenti alla navigazione.
Dati come punti fissi il luogo di partenza e quello di arrivo, il carteggio è quell'insieme di calcoli che portano a stimare il percorso che dovrà essere seguito durante la navigazione in mare aperto.
Il navigante dovrà attenersi alla rotta così trovata, per evitare eventuali ostacoli o/e di sbagliare direzione a causa di venti e correnti marine.
Le operazioni fondamentali del carteggio sono: 
- Tracciamento del meridiano e del parallelo per il rilevamento delle coordinate geografiche del Punto Nave;
- Misura dell'angolo tra il meridiano geografico ed il segmento rotta che indica l'angolo di rotta seguito dall'unità;
- Rilevamento polare, l'angolo tra il piano longitudinale della nave e la direzione del punto cospicuo;
- Rilevamento, l'angolo tra il Nord Vero e la direzione dell'oggetto osservato (utile a determinare il punto nave se eseguito su due o più punti cospicui).

Gli strumenti necessari per effettuare il carteggio sono:
- carta nautica della zona interessata (aggiornata)
- bussola magnetica o girobussola
- compasso nautico
- squadre nautiche
- matita morbida
- elenco dei fari e fanali
- tabella delle deviazioni magnetiche

Oggi il carteggio classico è stato quasi completamente sostituito dalla cartografia digitale supportata dalle funzioni GPS, tuttavia per il rilascio della patente nautica da diporto (entro e oltre le 12 miglia dalla costa) è richiesto il completamento della prova di carteggio. 